# COX7A2L
Proteína relacionada con la subunidad 7A del citocromo c oxidasa mitocondrial es una enzima que en humanos está codificada por el gen COX7A2L.
La citocromo c oxidasa (COX), el componente terminal de la cadena respiratoria mitocondrial, cataliza la transferencia de electrones del citocromo c reducido al oxígeno. Este componente es un complejo heteromérico que consta de 3 subunidades catalíticas codificadas por genes mitocondriales y múltiples subunidades estructurales codificadas por genes nucleares. 
Las subunidades codificadas mitocondrialmente funcionan en la transferencias de electrones, y las subunidades codificadas en el núcleo pueden funcionar en la regulación y ensamblaje del complejo. 
Este gen nuclear codifica una proteína similar a los polipéptidos 1 y 2 de la subunidad VIIa en la región C-terminal, y también muy similar a la secuencia de la proteína Sig81 de ratón.
Este gen se expresa en todos los tejidos y se regula positivamente en una línea celular de cáncer de mama después del tratamiento con estrógenos. Es posible que este gen represente una subunidad reguladora de COX y medie el mayor nivel de producción de energía en las células diana por el estrógeno.